# Concana mundula
Concana mundula là một loài bướm đêm trong họ Erebidae.